# Okres Kunszentmárton
Okres Kunszentmárton (maďarsky Kunszentmártoni járás) je jedním z devíti okresů maďarské župy Jász-Nagykun-Szolnok. Jeho centrem je město Kunszentmárton.

## Sídla
V okrese se nachází celkem 11 měst a obcí.
Města
- Kunszentmárton
- Tiszaföldvár

Městyse
- Cibakháza
- Öcsöd

Obce
- Csépa
- Cserkeszőlő
- Nagyrév
- Szelevény
- Tiszainoka
- Tiszakürt
- Tiszasas